# Лантана (Техас)
Лантана (англ. Lantana) — переписна місцевість (CDP) в США, в окрузі Дентон штату Техас. Населення — 10 785 осіб (2020).

## Географія
Лантана розташована за координатами 33°5′31″ пн. ш. 97°7′10″ зх. д. / 33.09194° пн. ш. 97.11944° зх. д. (33.092063, -97.119483).  За даними Бюро перепису населення США в 2010 році переписна місцевість мала площу 6,33 км², з яких 6,30 км² — суходіл та 0,03 км² — водойми.

## Демографія
Згідно з переписом 2010 року, у переписній місцевості мешкали 6874 особи в 2163 домогосподарствах у складі 1922 родин. Густота населення становила 1086 осіб/км².  Було 2244 помешкання (354/км²).
Расовий склад населення:
| - 85,3 % — білих - 4,9 % — азіатів - 4,5 % — чорних або афроамериканців - 0,3 % — корінних американців - 0,1 % — вихідців з тихоокеанських островів - 1,9 % — осіб інших рас |

До двох чи більше рас належало 3,0 %. Частка іспаномовних становила 9,5 % від усіх жителів.
За віковим діапазоном населення розподілялося таким чином: 36,3 % — особи молодші 18 років, 58,5 % — особи у віці 18—64 років, 5,2 % — особи у віці 65 років та старші. Медіана віку мешканця становила 34,7 року. На 100 осіб жіночої статі у переписній місцевості припадало 96,9 чоловіків;  на 100 жінок у віці від 18 років та старших — 94,8 чоловіків також старших 18 років.
Середній дохід на одне домашнє господарство  становив 156 667 доларів США (медіана — 135 347), а середній дохід на одну сім'ю — 152 961 долар (медіана — 127 143). Медіана доходів становила 117 179 доларів для чоловіків та 75 179 доларів для жінок. За межею бідності перебувало 1,1 % осіб, у тому числі 0,5 % дітей у віці до 18 років та 0,0 % осіб у віці 65 років та старших.
Цивільне працевлаштоване населення становило 3932 особи. Основні галузі зайнятості: освіта, охорона здоров'я та соціальна допомога — 21,3 %, роздрібна торгівля — 15,2 %, науковці, спеціалісти, менеджери — 12,6 %, фінанси, страхування та нерухомість — 10,8 %.